# D.J. Foreman
Dwayne Ross "D.J." Foreman (nacido el 31 de agosto de 1994 en Woodstock, Virginia, Estados Unidos) es un baloncestista profesional estadounidense que cuenta con la nacionalidad jamaicana. Con una altura de 2 metros y 3 centímetros, se desempeña preferentemente en la posición de ala-pívot. Actualmente juega en el Cáceres Patrimonio de la Humanidad, club español de Segunda FEB.

## Trayectoria
Tras destacar en la Massanutten Military Academy de Woodstock (Virginia), comenzó su formación académica en la Universidad de Rutgers, donde jugó para los Scarlet Knights en la División I de la NCAA durante las temporadas 2014/15 y 2015/16, logrando en esta última unos promedios de 7.8 puntos y 5.8 rebotes. En 2016 es transferido a la Universidad de Saint Louis, no disputando ningún partido en 2016/17 en aplicación de las normas universitarias (redshirted). Entre 2017 y 2019 finaliza su ciclo universitario jugando con los Billikens, también de División I, promediando 6.1 puntos y 4.3 rebotes en la temporada de su graduación, la 2018/19.
En la temporada 2019/20 debutó como profesional en las filas del Sport Clube Lusitania, club de la Liga portuguesa, disputando 23 partidos y logrando promedios de 18.5 puntos (octavo máximo anotador de la competición) y 6.6 rebotes.
Entre 2021 y 2024 jugó en UF Fjolnir (Islandia), Musel Pikes (Luxemburgo), Club Social Larrañaga y Club Atlético Cordón (Uruguay) y Español de Talca (Chile).
En la temporada 2024/25 firma con el Illiabum Clube, de la ProLiga (segunda división portuguesa), donde registra unos promedios de 18.4 puntos (noveno máximo anotador) y 6.1 rebotes.
En julio de 2025 se incorpora al Cáceres Patrimonio de la Humanidad, club de Segunda FEB.